# Beaver (contea di Beaver, Pennsylvania)
Beaver è un comune (borough) degli Stati Uniti d'America, nella contea di Beaver nello Stato della Pennsylvania. Secondo il censimento del 2010 la popolazione è di 4.531 abitanti.

## Società

### Evoluzione demografica
La composizione etnica vede una prevalenza della razza bianca (95,9%) seguita da quella afroamericana (1,4%), dati del 2000.
| borough di Beaver Popolazione |       |
| 2000                          | 4.775 |
| 2010                          | 4.531 |